# Milenko Vukadinović
Milenko Vukadinović (Servisch: Миленко Вукадиновић) (28 februari 1971) is een Servisch voormalig voetbalscheidsrechter. Hij was in dienst van FIFA en UEFA tussen 2011 en 2014. Ook leidde hij van 2006 tot 2014 wedstrijden in de Superliga.
Op 5 augustus 2006 leidde Vukadinović zijn eerste wedstrijd in de Servische eerste divisie. De wedstrijd tussen FK Bežanija en FK Partizan eindigde in 3–4 voor Partizan. Hij gaf in dit duel één gele kaart. Vijf jaar later, op 19 juli 2011, floot de scheidsrechter zijn eerste wedstrijd in de UEFA Champions League. HB Tórshavn en Malmö FF troffen elkaar in de tweede ronde (1–1). In dit duel deelde de Servische leidsman drie gele kaarten uit. Zijn eerste wedstrijd in de UEFA Europa League volgde op 12 juli 2012, toen in de eerste ronde NSÍ Runavík met 0-3 verloor van FC Differdange 03. Vukadinović gaf in dit duel viermaal een gele kaart aan een speler.

## Interlands
| Datum            | Plaats            | Wedstrijd               | Uitslag | Competitie        | Kreeg geel | Kreeg voor de tweede keer geel en dus rood | Weggestuurd |
| ---------------- | ----------------- | ----------------------- | ------- | ----------------- | ---------- | ------------------------------------------ | ----------- |
| 14 augustus 2013 | Skopje, Macedonië | Macedonië – Bulgarije   | 2 – 0   | Vriendschappelijk | 5          | 0                                          | 0           |
| 5 maart 2014     | Sofia, Bulgarije  | Bulgarije – Wit-Rusland | 2 – 1   | Vriendschappelijk | 3          | 0                                          | 0           |